# Emilio Álvarez Giménez
Emilio Álvarez Giménez (Zamora, 1830 - Pontevedra, 1911). 
Em 1857 é destinado em Pontevedra para levar a Cátedra de Estudos Clássicos e Castelhanos do instituto local. Desde aquele momento ficaria ligado à cidade do rio Lérez, onde ficaria a viver definitivamente. Teve contato com integrantes do movimento do Regionalismo e participou ativamente no jornalismo pontevedrês. No instituto onde exerceu o seu labor docente criou um quadro teatral. Precisamente é autor de uma das primeiras obras teatrais de temática histórica escrita em galego, cujo título é Mari-Castaña. Unha Revolta Popular (1884).Ocupou igualmente cargos políticos como a vice-presidência da Deputação Provincial de Pontevedra. Também foi Chefe Superior Honorário da Administração Civil e conselheiro de instrução pública. Ocupou igualmente cargos não políticos de importância, como a presidência da Sociedade Económica de Pontevedra. 
Na sua família haverá depois, por outra parte, escritores e inteletuais galegos como Emilio  Álvarez Blázquez, Xosé María Álvarez Blázquez, Xosé María Álvarez Cáccamo, Celso Álvarez Cáccamo, Xerardo Álvarez Limeses e Emilio Álvarez Negreira.